# NGC 2643
NGC 2643 é uma galáxia espiral na direção da constelação de Cancer. O objeto foi descoberto pelo astrônomo Albert Marth em 1864, usando um telescópio refletor com abertura de 48 polegadas. 